# Fabian Wrede (skolfartyg, 2006)
Fabian Wrede är ett skolfartyg i den finländska marinen. Fartyget är det första i Fabian Wredecklassen och döptes och överläts till flottan i Nystad den 15 augusti 2006.
Sjökrigsskolan använder fartyget för skolning av skärgårds- och kustsjömanskap. De som tränas på fartyget är huvudsakligen flottans kadetter och reservofficerare.
Fartyget döptes av dess gudmor, hustrun till Sjökrigsskolans chef, fru Ulpu Pajala. Fartyget hade byggts av Uudenkaupungin Työvene Oy.
De nya fartygen i Fabian Wrede-klassen ersatte Heikki-båtarna. Enhetspriset var 1,3 miljoner euro.

## Namnet
Fartyget är döpt efter en byggherre vid Sveaborg, Fabian Casimir Wrede. Wrede var från år 1749 befästningskonstruktören Augustin Ehrensvärds närmaste man under nästan tio års tid. Wrede ledde byggnadsarbetena vid Sveaborgs och Degersbys fästningar när Ehrensvärd var i Stockholm.
Även ett tidigare skepp, förbindelsefartyget Fabian Wrede, bar detta namn.

## Fartyg av klassen
- Fabian Wrede
- Wilhelm Carpelan
- Axel von Fersen